# Гороховецкий уезд
Горохове́цкий уе́зд — административная единица во Владимирской губернии Русского царства, Российской империи и РСФСР, существовавшая с XVI века по 1924 год. Уездный город — Гороховец.

## География
Уезд был расположен на востоке Владимирской губернии. Граничил с Вязниковским уездом на западе, Муромским на юге, а также с Костромской губернией на севере и Нижегородской на востоке. Занимал площадь в 4 352,85 км² (3 825 кв. вер.).
Располагался на части территорий современных Гороховецкого, Вязниковского и Муромского районов Владимирской области, Пестяковского и Верхнеландеховского районов Ивановской области, Володарского и Павловского районов Нижегородской области.
В уезде две значительные pp. — Ока и Клязьма; из сплавных рек в уезде протекал Лух, приток Клязьмы, по которой сплавлялся лес; озёр — до 130.

## История
В Русском царстве Гороховецкий уезд существовал с XVI века. Административно разделялся на следующие единицы:
- Лухманский стан (Окско-Клязьминская пойма)
- Купленская волость (село Купля)
- Раменская волость (за Клязьмой, село Раменье)
- Красносельская дворцовая волость (село Красно́е)

В Российской империи уезд был включён в 1778 году в состав Владимирского наместничества (с 1796 — Владимирской губернии), при этом к нему присоединили обширнейшие части территорий старых Суздальского уезда (Мыцкий стан, современные Верхнеландеховский и Пестяковский районы), Луховского уезда (Чихачёва волость), Нижегородского уезда (часть Стрелицкого стана — современного Володарского района) и Муромского уезда (Замотринский стан) уездов. В 1924 году упразднен, большая часть вошла в состав Вязниковского уезда.

## Административное деление
В 1890 году в состав уезда входило 16 волостей
| № п/п | Волость             | Волостное правление | Число селений | Население |
| ----- | ------------------- | ------------------- | ------------- | --------- |
| 1     | Боровицкая          | с. Боровицы         | 8             | 3422      |
| 2     | Верхне-Ландеховская | с. Верхний Ландех   | 140           | 11 452    |
| 3     | Гришинская          | с. Гришино          | 16            | 5440      |
| 4     | Кожинская           | с. Кожино           | 37            | 6504      |
| 5     | Красносельская      | с. Красное          | 53            | 11 437    |
| 6     | Кромская            | с. Кромы            | 42            | 4008      |
| 7     | Мордвинская         | с. Мордвиново       | 36            | 3280      |
| 8     | Мытская             | с. Мыт              | 48            | 6311      |
| 9     | Мячковская          | с. Мячково          | 17            | 5031      |
| 10    | Неверослободская    | д. Неверово-Слобода | 63            | 4438      |
| 11    | Нижне-Ландеховская  | с. Нижний Ландех    | 85            | 6326      |
| 12    | Пестяковская        | с. Пестяки          | 101           | 8482      |
| 13    | Святская            | с. Свято            | 23            | 6153      |
| 14    | Сергиевская         | с. Сергиевы-Горки   | 16            | 4363      |
| 15    | Степаньковская      | с. Бабасово         | 4             | 1384      |
| 16    | Фоминская           | с. Фоминки          | 16            | 7592      |

## Населённые пункты
В 1859 году наиболее крупные населённые пункты:
- Гороховец (2 513 чел.)
- Нижний Ландех (1 348 чел.)
- Пестяки (1 317 чел.)
- Мыт (843 чел.)
- Татарово (779 чел.)
- Гришино (724 чел.)
- Золино (712 чел.)
- Верхний Ландех (662 чел.)
- Выезд (543 чел.)

По переписи 1897 года наиболее крупные населённые пункты уезда:
| - город Гороховец - 2297 чел.; - с. Пестяки – 1550 чел.; - с. Фоминки – 1196 чел.; - с. Татарово – 1011 чел.; - с. Нижний Ландех – 888 чел.; - с. Золино – 873 чел.; - д. Тараново – 858 чел.; - д. Польцо – 832 чел.; - с. Гришино – 796 чел.; - д. Овинищи – 734 чел.; | - д. Баландино – 718 чел.; - с. Красное – 666 чел.; - с. Мыт – 662 чел.; - с. Верхний Ландех – 630 чел.; - д. Вамна – 621 чел.; - д. Рождествено – 617 чел.; - д. Золотово – 609 чел.; - д. Бол. Быкасово - 607 чел.; - д. Ивачево – 597 чел.; - с. Боровицы – 594 чел.; | - д. Реброво – 582 чел.; - д. Злобаево – 571 чел.; - д. Сосницы – 560 чел.; - с. Старково – 552 чел.; - д. Медведево – 550 чел.; - д. Щепачиха – 512 чел.; - д. Просье – 508 чел.; - д. Ожигово – 503 чел. |

## Население
Население уезда в 1859 году — 86 246 человек, по переписи 1897 года в уезде было 92 240 жителей (38 860 мужчин и 53 380 женщин).

## Видные уроженцы
- Булыгин, Павел Петрович — поэт.
- Патоличев, Семён Михайлович — полный Георгиевский кавалер, комбриг, герой Гражданской войны.
- Патоличев, Николай Семёнович — министр внешней торговли СССР.
- Саваренский, Фёдор Петрович — гидрогеолог, академик АН СССР.
- Симонов, Иван Михайлович — астроном, ректор Казанского университета, один из первооткрывателей Антарктиды.

## Экономика
Кустарная промышленность в уезде мало развита: 819 фабрик и заводов, 572 промышленных и торговых заведениай, 733 рабочих.